# 고려사이버대학교
고려사이버대학교(高麗사이버大學校, The Cyber University of Korea)는 대한민국 정규 4년제 사이버대학교로, 고려중앙학원 설립자 인촌 김성수 선생의 '교육구국, 교육입국, 교육흥국'의 건학이념을 계승하여 2001년 2월 고려중앙학원 이사장 김병관 박사에 의해 설립되었다. 고려대학교와 함께 고려중앙학원 소속의 고등교육기관이다.
2001년 7개 학과, 입학생 796명으로 시작한 고려사이버대학교는 2025년 현재 24개 학부(과), 3만 7천여 명 이상의 재적생을 보유한 종합대학교로 성장했다. 2010년, 한국디지털대학교에서 고려사이버대학교로 개명하였으며, 2013년 학제정보대학원(現 융합정보대학원) 개원했다. 2007년 무료 온라인 한국어 교육 프로그램을 시작, 2013년부터는 ‘바른 한국어’를 통해 대한민국을 넘어 전 세계인을 대상으로 하는 한국어 교육을 본격화하였다. 
2020년대에 들어서며 고려사이버대학교는 AI·데이터 기반 교육으로의 전환을 본격화하고 있다. 2020년부터 소방안전학부, 정보소프트웨어학부, 사회복지학부 등을 신설하고, 학과를 학부 체제로 개편하였으며, 2025년에는 기존 미래학부를 AI·데이터과학부로 재편하고 AI기술경영, 데이터엔지니어링, AI·데이터분석 등 전공을 체계화하였다.
또한, 2023년과 2024년에는 ‘대한민국 소비자신뢰 대표브랜드 대상’과 ‘대한민국 교육브랜드 대상’ 등을 통해 국내 최고의 사이버대학교로서 위상을 확고히 했다. 2025년에는 고려대학교와의 상호협력을 더욱 강화하고, 제7대 총장으로 이원규 박사가 취임하며 'AI 기반 교육혁신'을 새로운 성장 동력으로 내세우고 있다.

## 개요
- 개교 : 2001년 2월 20일
- 설립자 : 김병관 박사
- 재단 : 학교법인 고려중앙학원
- 총장 : 이원규 박사
- 설립목적 : 평생교육의 선도적 역할, 고등교육 보편화에 기여, 고등교육의 개혁
- 교육이념 : 창조와 봉사
- 교육목적
  - 온라인을 통한 고등교육으로 평생학습사회 구현
  - 전문지식과 봉사정신을 갖춘 창의적 인재 양성
- 교육목표
  - 시대요구에 부응하는 교육과정과 산학협력을 통한 전문지식 함양
  - 학제 간 교육과 학습자 중심 교육을 통한 창의력 배양
  - 교육기회 확대와 사회공헌활동을 통한 봉사정신 함양

## 연혁
- 2000년 - 고려중앙학원 이사장 김병관이 평생교육과 고등교육의 보편화를 목표로 한국디지털교육재단 설립

- 2001년 2월 20일 - 한국디지털대학교 개교 및 김중순 박사 초대 총장 취임식

- 2004년 8월 4일 - 한국능률협회컨설팅 주관 ‘2004 한국산업의 인터넷파워’ 사이버대학 부문 1위 선정

- 2008년 10월 31일 - 고등교육법상의 사이버대학으로 전환 인가

- 2010년 2월 26일 - 고려사이버대학교로 개명(영문명: The Cyber University of Korea, CUK)

- 2013년 3월 4일 - 학제정보대학원(현재 융합정보대학원) 개원
- 2015년 12월 1일 - 고려사이버대학교 미디어센터 개소 (고려대학교 안암캠퍼스 내)

- 2017년 2월 20일 - 제 5대 총장 김진성박사 취임

- 2017년 10월 12일 -  고려사이버대학교 계동캠퍼스 인촌관 준공식 개최

- 2017년 11월 14일 - 고려사이버대학교 산학협력단 설립
- 2018년 12월 13일 - 한국인터넷전문가협회(KIPFA) '웹어워드 코리아 2018' 교육 부문 사이버대학 분야 대상 수상

- 2019년 8월 28일 - 2019 대한민국 소비자신뢰 대표브랜드 대상 사이버대학 부문 대상 수상
- 2021년 2월 20일 - 제 6대 총장 김진성 박사 취임
- 2021년 4월 28일 - 2021 고객감동브랜드지수(K-CSBI) 사이버대 부문 1위 선정
- 2021년 7월 8일 - 2021 국가서비스대상 사이버대학 부문 대상 수상
- 2021년 12월 16일 - 제23회 대한민국브랜드대상 산업정책연구원 이사장상 수상
- 2021년 12월 29일 - 웹어워드 코리아 2021 교육 부문 사이버대학 대상 수상
- 2022년 4월 28일 - 고객감동브랜드지수(K-CSBI) 2년 연속 사이버대 부문 1위
- 2023년 8월 30일 - 2023 대한민국 소비자신뢰 대표브랜드 대상 수상
- 2023년 11월 29일 - '한국대학신문 대학대상' 사이버대 교육콘텐츠 부문 대상 수상
- 2024년 5월 31일 - 2024 대한민국 소비자만족지수 1위 (사이버대학 부문)
- 2024년 9월 5일 - 2024 대한민국 소비자신뢰 대표브랜드 대상 수상
- 2025년 2월 28일 - 제 7대 총장 이원규 박사 취임
- 2025년 6월 23일 - 2025 대한민국 교육브랜드 대상(교육혁신 부문) 수상

## 주요특징(고려대학교와의 관계 등)
- 고려사이버대학교는 고려대학교와 동일한 재단(고려중앙학원)에 소속되어 있어, 고려대 도서관·의료원·교우회관 등의 인프라를 공유할 수 있는 특별한 혜택을 제공한다.
- 2001년 설립된 국내 1호 사이버대학교로, 24개 전공과 융합 커리큘럼을 갖춘 학부 운영 외에도, 실무 중심의 융합정보대학원을 통해 비전공자도 석사과정에 도전할 수 있으며, 출석·시험·졸업까지 100% 온라인 기반으로 신입생 3년, 편입생 1.5년 조기졸업이 가능하다. 자체 스튜디오에서 제작한 Full HD 강의와 강력한 학습지원 인프라, 오피스365 및 심리상담센터 등 다양한 온라인 학습 환경이 강점이다.
- 또한 직장인, 군인, 주부, 고졸자 등 다양한 학습자를 위한 폭넓은 장학제도를 운영하고 있으며, ‘Quick Korean’과 같은 전 세계 무료 한국어 교육, 중국 등 현지 기관과의 국제탐방 실습 기회를 제공해 글로벌 역량까지 키울 수 있다. AI 실무활용, 코딩, 전문코치 양성 등 실무형 무료 교육과정도 갖추고 있으며, 국내 최고 명사를 초청한 ‘CUK ON’ 열린 특강, 콘서트·축제 등 활발한 학생 활동으로 사이버대학에서도 풍성한 캠퍼스라이프를 누릴 수 있다. 교육부 인증, 각종 브랜드 대상 수상 등으로 검증된 교육기관으로서의 신뢰도 역시 매우 높다.